# Chiesa della Madonna di Loreto (Villalago)
La chiesa della Madonna di Loreto è sita nel centro storico di Villalago, di cui è la chiesa parrocchiale, in provincia dell'Aquila.
La chiesa venne citata per la prima volta nelle cronache valvensi nel XIV secolo con nome di Santa Maria della Villa.

## Struttura
La facciata è in stile romanico.

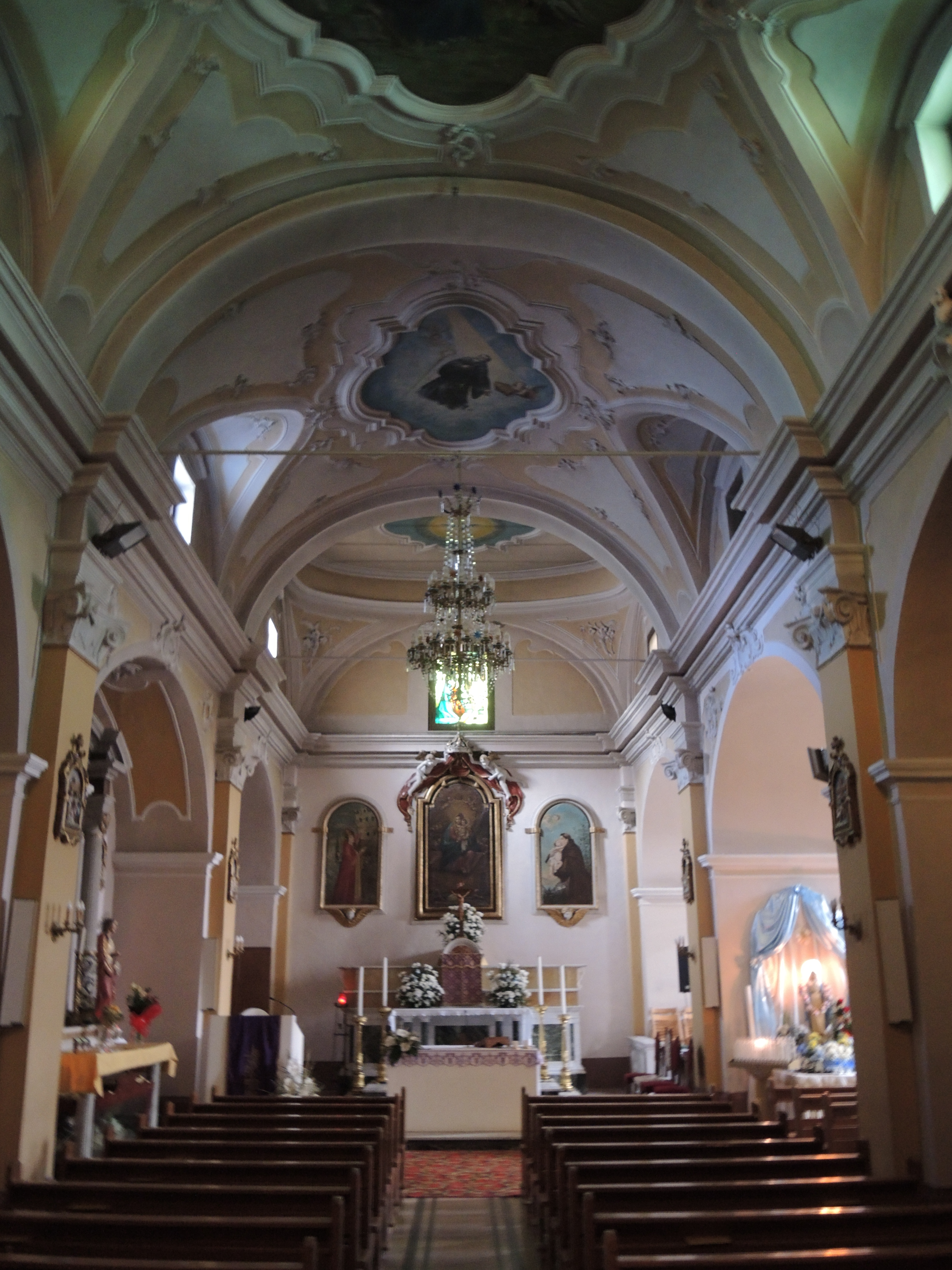
Interno

La facciata presenta un bassorilievo con un angelo.
L'interno è ad una navata, in stile barocco, ricavata dalla barocchizzazione della volta a crociera medievale, con una navata più piccola, che si dirama sulla destra di fronte all'altare.
Sulla navata principale si ergono degli altarini tra cui i principali sono: quello della Madonna del Rosario (con un olio del 1581) e di Michele Arcangelo.
L'altare maggiore è in stucco marmorizzato.
L'altare della navata minore è dedicato a San Domenico di Sora ed ospita una statua del santo e, sotto l'altare, un resto ligneo del letto di San Domenico proveniente dall'eremo di San Domenico. Il tabernacolo in pietra risale al XVI secolo, ed è prezioso in quanto unica testimonianza dello storico monastero benedettino di San Pietro de Lacu, che si trovava vicino all'eremo di San Domenico. 
Nella sagrestia si trova un reliquiario con il molare che San Domenico donò agli abitanti di Villalago.